# Synichotritia caroli
Synichotritia caroli är en kvalsterart som beskrevs av Walker 1965. Synichotritia caroli ingår i släktet Synichotritia och familjen Synichotritiidae. Inga underarter finns listade i Catalogue of Life.